# 이산고등학교
이산고등학교(李祘高等學校)는 대한민국 경기도 화성시 오산동에 있는 공립 고등학교이다
.

## 학교 연혁
- 2018년 3월 1일 : 제1대 최윤 교장 취임
- 2018년 3월 2일 : 개교(1학년 11학급 282명)
- 2019년 1월 1일 : 고교학점제 선도학교 운영교(경기도교육청)
- 2019년 3월 4일: 제2회 입학식(12학급 362명)
- 2020년 1월 1일 : 고교학점제 연구학교
- 2020년 3월 2일: 제3회 입학식(12학급 395명)
- 2021년 1월 12일 : 제1회 졸업식(남 178명, 여 76명 계 254명)
- 2021년 3월 2일: 제4회 입학식(12학급 381명)
- 2022년 1월 1일 : 혁신학교(경기도교육청)
- 2022년 3월 1일 : 제2대 변재성 교장 취임
- 2022년 3월 2일: 제5회 입학식(13학급 429명)
- 2023년 3월 1일 : 두드림학교(경기도교육청)
- 2023년 3월 1일 : 인공지능(AI)교육 선도학교(경기도교육청)
- 2023년 3월 2일: 제6회 입학식(13학급 438명)
- 2024년 1월 5일 : 제4회 졸업식(365명)
- 2024년 3월 4일 : 제7회 입학식(12학급 428명)
- 2024년 9월 1일: 제 3대 최항규 교장 취임

## 참고 자료
- 이산고등학교 - 한국교육학술정보원 학교알리미